# Troszczyno
Troszczyno (deutsch Friedrichsgnade) ist ein Dorf in der Woiwodschaft Westpommern in Polen. Es gehört zur Gmina Radowo Małe (Gemeinde Klein Raddow)  im Powiat Łobeski (Labeser Kreis).

## Geographische Lage
Das Dorf liegt in Hinterpommern, etwa 55 Kilometer nordöstlich von Stettin und gut 20 Kilometer westlich der Kreisstadt Labes. Durch das Dorf verläuft in West-Ost-Richtung die Woiwodschaftsstraße 147.

## Geschichte
Im Jahre 1910 zählte die Landgemeinde Friedrichsgnade 138 Einwohner. Zur Gemeinde gehörte auch der Wohnplatz Rademer Mühle mit 13 Einwohnern.
Später wurden der benachbarte Gutsbezirk Radem und Friedrichsgnade zu einer gemeinsamen Landgemeinde zusammengefasst, in der die Wohnplätze Friedrichsgnade, Radem und Rademer Mühle bestanden. Die Gemeinde führte zunächst den Namen „Radem“ und wurde zum 5. Mai 1938 in „Friedrichsgnade“ umbenannt; sie gehörte zum  Kreis Regenwalde der preußischen Provinz Pommern. Die Gemeinde zählte im Jahre 1925 359 Einwohner in 75 Haushaltungen und im Jahre 1939 292 Einwohner.
Nach dem Zweiten Weltkrieg kam Friedrichsgnade, wie ganz Hinterpommern, an Polen. Die Bevölkerung wurde durch Polen ersetzt. Das Dorf erhielt den polnischen Ortsnamen „Troszczyno“. Heute liegt das Dorf in der polnischen Gmina Radowo Małe (Gemeinde Klein Raddow), in der es ein eigenes Schulzenamt bildet, zu dem auch der Nachbarort Radzim (Radem) gehört.